# پنلوکوپنی

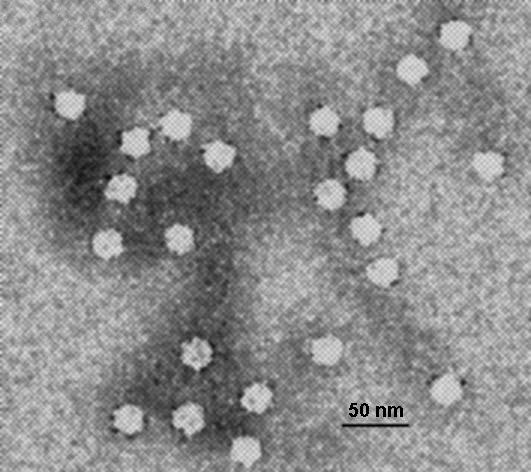
Canines Parvovirus

پَنلوکوپنی گربه‌سانان (FPLV) یک بیماری ویروسی خطرناک است که نمی‌تواند تمامی گونه‌های اهلی و وحشی گربه‌سانان را مبتلا کند. این ویروس باعث ایجاد عفونت‌های شدید شده و به شدت مُسری است. این بیماری بر دستگاه گوارش، دستگاه عصبی و دستگاه ایمنی بدن حیوان مبتلا تأثیر می‌گذارد و یکی از اولین تأثیرات این بیماری کاهش تعداد گلبول‌های سفید در حیوان است.
این ویروس علاوه بر گربه‌سانان می‌تواند برخی دیگر از گونه‌های نزدیک به گربه‌سانان مانند راسو و راکون‌ها را نیز آلوده کند.
اگر درمان یا واکسیناسیون انجام نگیرد، در صد در صد موارد باعث مرگ بچه‌گربهها می‌شود. برای جلوگیری، در ۲ ماهگی واکسیناسیون «تریکت» (واکسن سه‌گانه گربه) باید انجام شود.
عامل بیماری یک دی‌ان‌ای ویروس تک‌رشته‌ای از خانوادهٔ پاروویریده (Parvoviridae) است که گروهی کوچک ولی در عین حال مقاوم‌اند زیرا غشا ندارند. تنها راه مؤثر برای پاکسازی، استفاده از ترکیبات هیپوکلرید سدیم (وایتکس) و شعله دادن است. تقریباً ۹۰٪ گربه‌ها در یک سال اول زندگی به پنلکوپنی مبتلا می‌شوند که برخی روند حاد و کلینیکی و برخی تحت کلینیکی دارند. واکسیناسیون امروزه باعث محدود شدن بیماری شده است. حیوان بهبود یافته تا آخر زندگی ایمن است. در بچه‌گربه‌های زیر ۶ ماه بیماری اغلب عوارض سیستمیک و عصبی و در بالغ‌ها عمدتاً انتریت و لکوپنی دارد.

## انتقال
در هر نقطه‌ای که ضدعفونی نشده احتمال حضور این ویروس وجود دارد. برخی از بچه‌گربه‌ها از طریق انتقال آنتی‌بادی‌ها از مادر خود طی دوران جنینی دارای ایمنی موقتی هستند و برخی دیگر پس از مواجهه با ویروس یا طی واکسیناسیون نسبت به این بیماری به مدت طولانی ایمن می‌شوند. گربهٔ بیمار مقادیر زیادی از ویروس را در کلیهٔ ترشحات بدنی از جمله بزاق، مخاط، استفراغ، ادرار و مدفوع منتشر می‌کند و حتی بعد از بهبود بالینی ممکن است تا ۶ هفته ناقل بیماری باشد و ویروس را انتقال دهد. ویروس ممکن است از طریق اشیا و وسایل حیوان، غذاها، مو، حشرات یا انسان به حیوان سالم انتقال یابد.
این ویروس مانند سایر پاروویروس‌ها بسیار مقاوم بوده و می‌تواند تا مدت زیادی بر روی اشیا باقی مانده و در شرایط محیطی مناسب تا بیش از یک سال زنده بماند. برای ایجاد بیماری، ویروس باید از طریق بینی یا دهان وارد بدن حیوان سالم شود. ابتلا یا عدم ابتلای حیوان به بیماری بستگی به تعداد ویروس وارد شده به بدن و وضعیت و توانایی مقابلهٔ دستگاه ایمنی حیوان دارد.
ویروس در ناحیهٔ گره‌های لنفاوی اوروفارینژیال (Oropharyngial) تکثیر اولیه انجام می‌دهد و ویرمی رخ می‌دهد. متعاقب آن در بافت‌هایی که در آن‌ها تکثیر میتوز زیاد است مانند مغز استخوان، کریپت‌های روده، بافت لنفاوی و … وارد شده و اثرات سایتوپاتیک دارد و سلول را از بین می‌برد و شاهد انتریت و ضعف دستگاه ایمنی خواهیم بود.
در بچه‌گربه‌ها سیستمیک است چون اغلب سلول‌ها تقسیم میتوز دائمی دارند. پس از ورود عامل بیماری در بیماران مقاوم و دارای دستگاه ایمنی قوی، بیماری به شکل تحت کلینیکی رخ می‌دهد.

## علائم بالینی
عموماً گربه‌های زیر یک سال مبتلا به این بیماری می‌شوند اما گربه‌های بزرگ‌تر هم در خطر ابتلا هستند. شدت بروز بیماری و نوع علائم آن به برخی فاکتورها از جمله سن و نوع گونهٔ حیوان، تعداد ویروس وارد شده به بدن، وضعیت دستگاه ایمنی و واکسیناسیون حیوان و سایر عفونت‌ها و بیماری‌ها و میزان سلامتی حیوان بستگی دارد.
علائم بالینی معمولاً ۴ تا ۶ روز پس از ابتلا آغاز شده و طی ۲ تا ۱۴ روز ظاهر می‌شوند. ویروس به بافت‌ها و سلول‌های با میزان تکثیر بالا حمله کرده و آن‌ها را آلوده و نابود می‌کند. از جمله این بافت‌ها می‌توان به مغز استخوان، بافت‌های لنفوئیدی، سلول‌های پوششی روده و در حیوانات بسیار جوان، بافت‌های مغزی و شبکیه اشاره کرد. ویروس در ابتدا به سلول‌های پوششی و سطحی دستگاه گوارش حمله می‌کند و در ادامه باعث نابودی کامل بافت و صدمات بیشتر و گسترده‌تر می‌شود.
در صورت بروز این بیماری در گربه‌های باردار احتمال سقط جنین یا ایجاد مشکلات فیزیکی و ساختاری در بدن جنین یا نوزادان وجود دارد.

## نشانه‌های اولیه
- بی‌اشتهایی حیوان
- خستگی و بی‌حالی
- اسهال آبکی و خونی (اسهال خونی در سگ‌های مبتلا شایع‌تر است)
- استفراغ (در گربه‌ها شایع‌تر است)[۵]

## علائم شاخص آزمایشگاهی
تغییرات در غلظت الکترولیت‌ها و مجموع پروتئین‌ها در خون
لوکوپنی (کاهش تعداد گلبول‌های سفید)
لمفوپنی (کاهش تعداد لنفوسیت‌های خون)
نوتروپنی (کاهش تعداد نوتروفیل‌های خون)
ترومبوسیتوپنی (کاهش میزان پلاکت‌های خون)
سایر نشانه‌ها شامل این موارد هستند: تب، کاهش انعطاف پوست، درد شکم، افتادگی سر، عدم تعادل در بدن و پاها، التهاب ملتحمه چشم‌ها، آبریزش بینی
در موارد حاد و پیشرفته انعقاد درون‌رگی منتشر، هایپوترمی (سرمازدگی) و شوک سپتیک بروز می‌کند.

## تشخیص
۱. لکوپنی شدید در حدود ۵۰ تا ۳۰۰۰ در هر میکرولیتر که در حالت طبیعی باید بیش از ۶۰۰۰ باشد.
۲. تست‌های ELISA و ImmunoChromatography
حیوانی که واکسینه شود ممکن است تا ۳ ماه ویروس را از طریق ادرار و مدفوع دفع کند.

## پیشگیری
برای این بیماری دو نوع واکسن تهیه شده است ۱٫ MLV: از نظر کلینیکی و بالینی استفاده می‌شود. ۲٫ Killed: در گربه‌های زیر ۴ هفته و باردار استفاده می‌شوند.

## درمان
گربه‌های مبتلا یا مشکوک به بیماری باید فوراً در محیطی مجزا قرنطینه شده و درمان سریع و تهاجمی و و۸ذیل آغاز شود:
استفاده از آنتی‌بیوتیک‌ها
تزریق مایعات و الکترولیت‌ها
استفاده از داروهای ضد تهوع (Antiemetic)
تزریق ویتامین ب
تزریق و انتقال خون یا پلاسما
استفاده از رژیم غذایی مناسب و غنی و مقوی و تا حد امکان تشویق و تحریک حیوان به خوردن غذا
هنگام انتشار و شیوع این بیماری می‌توان با تزریق آنتی‌بادی ویروس به بچه‌گربه‌ها و همچنین گربه‌های بالغ واکسینه نشده برای دو تا چهار هفته مقاومت ایجاد کرد.
در چندین مطالعه تأثیرات مثبت «اینترفرون اُمگا» ی نوترکیب گربه در درمان سگ‌های مبتلا به ویروس پاروو اثبات شده است. همچنین تأثیر مثبت این ترکیبات در مهار ویروس پاروو در کشت سلول‌های گربه در شرایط آزمایشگاهی نیز به اثبات رسیده است.